# Gislaveds distrikt
Gislaveds distrikt är ett distrikt i Gislaveds kommun och Jönköpings län. Distriktet ligger omkring Gislaved i västra Småland.

## Tidigare administrativ tillhörighet
Distriktet inrättades 2016 och utgörs av en del av området Gislaveds köping omfattade till 1971, delen som köpingen omfattade före 1952 och som bildats 1949 av Båraryds socken och en del av Anderstorps socken.
Området motsvarar den omfattning Gislaveds församling hade vid årsskiftet 1999/2000 och som den fick 1951 när en del av Anderstorps församling införlivades.

## Tätorter och småorter
I Gislaveds distrikt finns två tätorter men inga småorter.

### Tätorter
- Anderstorp (del av)
- Gislaved